# .ci
.ci es el dominio de nivel superior geográfico (ccTLD) para Costa de Marfil.